# Кручина (деревня)
Кручина — деревня в Верхошижемском районе Кировской области в составе Угорского сельского поселения. 

## География
Находится на расстоянии примерно 26 км на северо-восток от районного центра посёлка Верхошижемье. 

## История
Известна с 1762 года починок Кручинский с населением 3 души мужского пола, вотчина Успенского Трифонова монастыря. В 1873 году учтено здесь (починок Кручинский или Кручина) дворов 16 и жителей 92, в 1905 21 и 136, в 1926 (вместе деревня Кручина и хутор Кручининский ) 31 и 169, в 1950 16 и 48. В 1989 году постоянное население уже не было учтено. Окончательно нынешнее название утвердилось с 1950 года. Деревня ныне носит дачный характер.

## Население
Постоянное население  не было учтено как в 2002 году, так и в 2010.